# (55578) 2002 GK105
(55578) 2002 GK105 es un asteroide que forma parte de los asteroides troyanos de Júpiter, descubierto el 11 de abril de 2002 por el equipo del Lowell Observatory Near-Earth-Object Search desde la Estación Anderson Mesa (condado de Coconino, cerca de Flagstaff, Arizona, Estados Unidos).

## Designación y nombre
Designado provisionalmente como 2002 GK105. 

## Características orbitales
2002 GK105 está situado a una distancia media del Sol de 5,319 ua, pudiendo alejarse hasta 5,646 ua y acercarse hasta 4,991 ua. Su excentricidad es 0,062 y la inclinación orbital 20,402 grados. Emplea 4480,39 días en completar una órbita alrededor del Sol.

## Características físicas
La magnitud absoluta de 2002 GK105 es 11,52. Tiene 22,045 km de diámetro y su albedo se estima en 0,110.